# Bernard Dupaigne
Bernard Dupaigne, né le 8 février 1943, est un ethnologue français, spécialiste de l'Asie (plus particulièrement de la Mongolie, du Cambodge et de l'Afghanistan).

## Biographie
Bernard Dupaigne est professeur au Muséum national d'histoire naturelle et directeur du laboratoire d'ethnologie du musée de l'Homme de 1991 à 1998. Il est élu en 2008 membre titulaire de l'Académie des sciences d'outre-mer (1re section).
Il effectue depuis 1963 de nombreux voyages en Afghanistan dont il est l'un des meilleurs connaisseurs, d'abord pour le musée de l'Homme et le CNRS, puis avec Afrane (Amitié franco-afghane) pour des missions humanitaires et de développement agricole.
Il publie en 2006 Le scandale des arts premiers. La véritable histoire du musée du Quai Branly. Dans cet ouvrage, après avoir contesté les compétences de Jacques Kerchache, un des artisans de la création du musée voulu par Jacques Chirac, Bernard Dupaigne y dénonce le déménagement de la totalité des collections du musée de l'Homme et du musée national des Arts d’Afrique et d’Océanie (Palais de la Porte-Dorée). Comme la plupart de ses collègues du musée de l'Homme, il critique vivement les conceptions esthétiques ayant présidé à l'exposition de quelque quatre mille objets, au détriment de leur signification anthropologique et ethnologique. En conclusion de son ouvrage, Dupaigne estime le montant total de la dépense publique pour le musée du quai Branly à 400 millions d'euros. Il en déduit, de façon peut-être contestable, que « chacun des objets exposés (…) aura donc coûté 100 000 € ».
Dans Désastres afghans publié en 2015, il décrit l'échec des interventions étrangères en Afghanistan, la corruption généralisée. Il critique un engagement militaire français qu'il qualifie de simple supplétif des forces américaines et dénonce la bureaucratie causée par un nombre pléthorique de diplomates et d'ONG. Cet ouvrage reçoit le prix Louis-Castex de l’Académie française en 2016.

## Travaux
Outre de nombreux articles et des collaborations à des catalogues d'expositions ethnologiques, Bernard Dupaigne est l'auteur d'ouvrages, parmi lesquels :
- Le pain, La Courtille, 1979 (nouvelle édition en 1992 avec des photos de Jean Marquis).
- Le guide de l'Afghanistan (en collaboration avec Gilles Rossignol), La Manufacture, 1989.
- Le pain de l'homme, La Martinière, 1999 (coll. Patrimoine).
- Visages d'Asie, Hazan, 2000.
- Asie nomade, Hazan, 2000 (coll. Maisons du monde).
- Enfances lointaines, Hazan, 2002 (photos de Kevin Kling).
- Le carrefour afghan (en collaboration avec Gilles Rossignol), Gallimard, 2002 (coll. Folio actuel / Le Monde).
- Afghanistan, rêve de paix, Buchet-Chastel, 2002 (coll. Au fait).
- Le scandale des arts premiers. La véritable histoire du musée du quai Branly, Mille et une nuits, juin 2006.
- Afghanistan. Monuments millénaires, Actes Sud, Imprimerie nationale éditions, 2007 (288 p., avec 220 illustrations).
- Désastres afghans. Carnets de route 1963-2014, Gallimard, 2015, 336 p.
- Les maîtres du fer et du feu dans le royaume d’Angkor, CNRS éditions, 2016 (439 p., collection « bibliothèque de l'anthropologie »).